# Christina Roos
Christina Roos, född cirka 1983, är en svensk sångerska från Uddevalla, mest känd som en av medlemmarna i popduon Cat5 tillsammans med Hanna Göransson. Hon var tidigare medlem i The Light Bulb Project och dessförinnan spelade hon trummor i bandet Violent Model. Christina Roos har därefter arbetat med sitt soloprojekt Roos.